# Carex shangchengensis
Carex shangchengensis är en halvgräsart som beskrevs av S.Yun Liang. Carex shangchengensis ingår i släktet starrar, och familjen halvgräs. Inga underarter finns listade i Catalogue of Life.